# Nachal Sfunim
Nachal Sfunim (hebrejsky נחל ספונים‎) je vádí v pohoří Karmel v Izraeli.
Začíná v západní části pohoří Karmel, severně od vesnice Bejt Oren. Směřuje pak k západu rychle klesajícím zalesněným údolím, které se postupně zužuje do hlubokého kaňonu. Nedaleko před jeho vstupem do pobřežní planiny na severním okraji vesnice Megadim ovšem vádí ústí zprava do vádí Nachal Mitla, které pak jeho vody odvádí do Středozemního moře.
Jde o sezónní vodní tok, který má výraznější průtok hlavně v zimním dešťovém období, kdy se z bezpečnostních důvodů nedoporučuje turistům vstup do jeho blízkosti. Na dolním toku, v soutěsce těsně před vyústěním do pobřežní nížiny, se při vádí nachází jeskyně o délce 50 metrů se stalaktitovými útvary, ve které byly odhaleny pozůstatky lidského osídlení z pravěku (stejně jako v nedalekém Nachal Me'arot). První archeologické průzkumy zde proběhly v roce 1941 pod vedením archeologa Mošeho Štekelise. Další bádání tu prováděl v letech 1965–1970 tým archeologa Avrahama Ronena. Arabský název jeskyně je al-Barud. Místní arabští pastevci ji využívali jako skrýš pro stáda ovcí. Údolí je součástí Národního parku Karmel.
V prosinci 2010 byla oblast při Nachal Sfunim postižena lesním požárem, který zničil velkou část zdejších lesů.

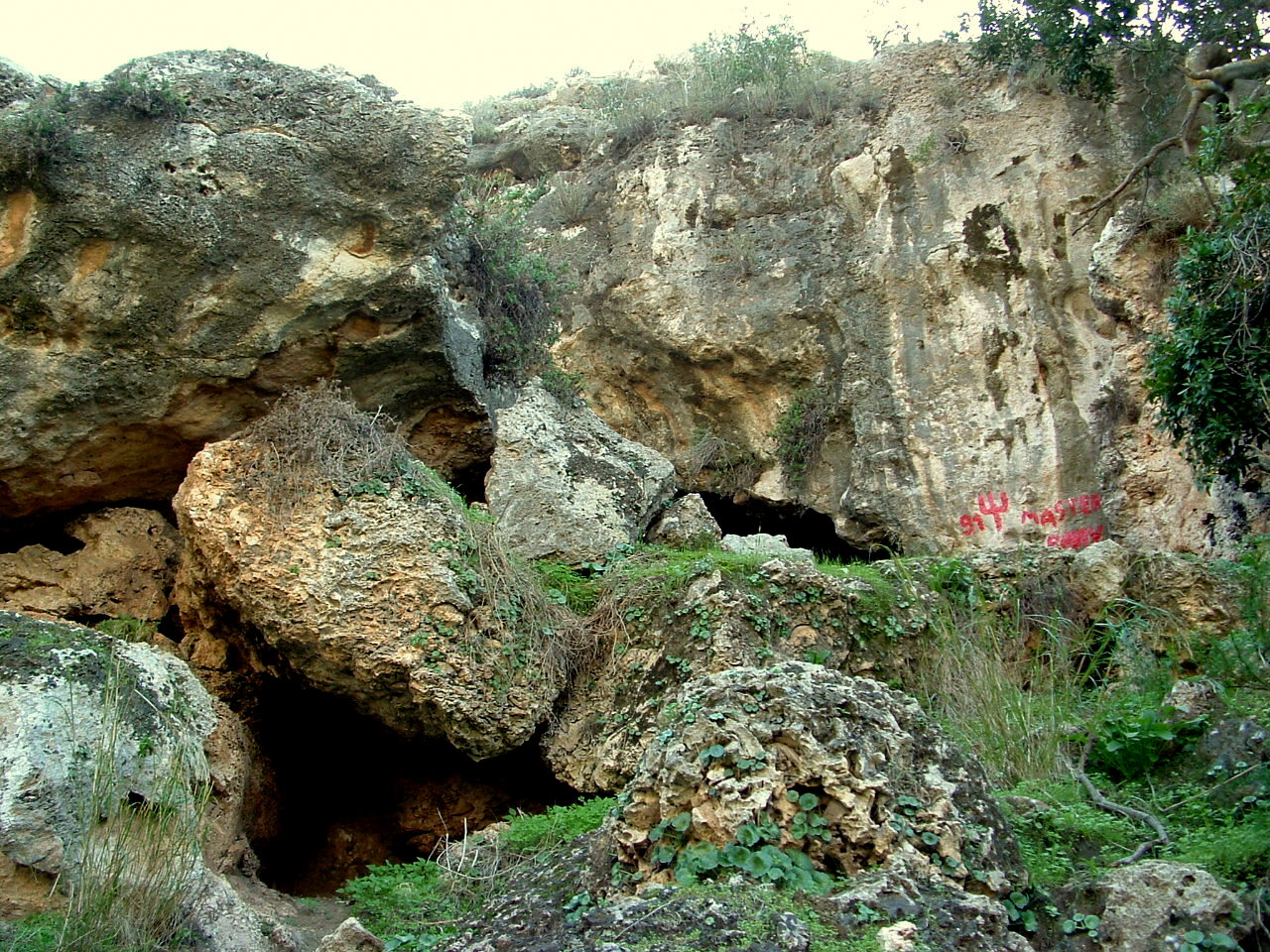
Skála s jeskyní při Nachal Sfunim
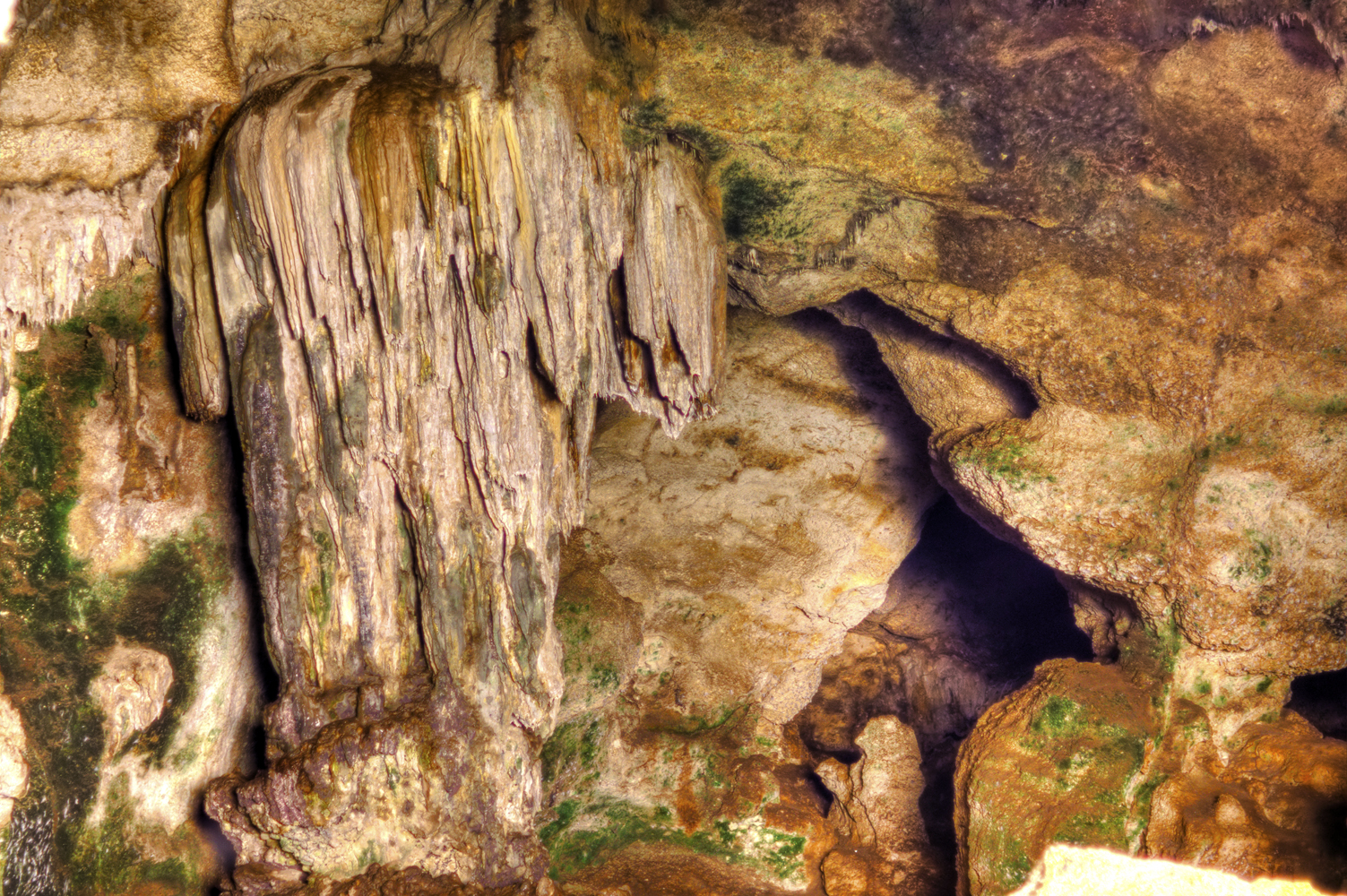
Vnitřek jeskyně při Nachal Sfunim
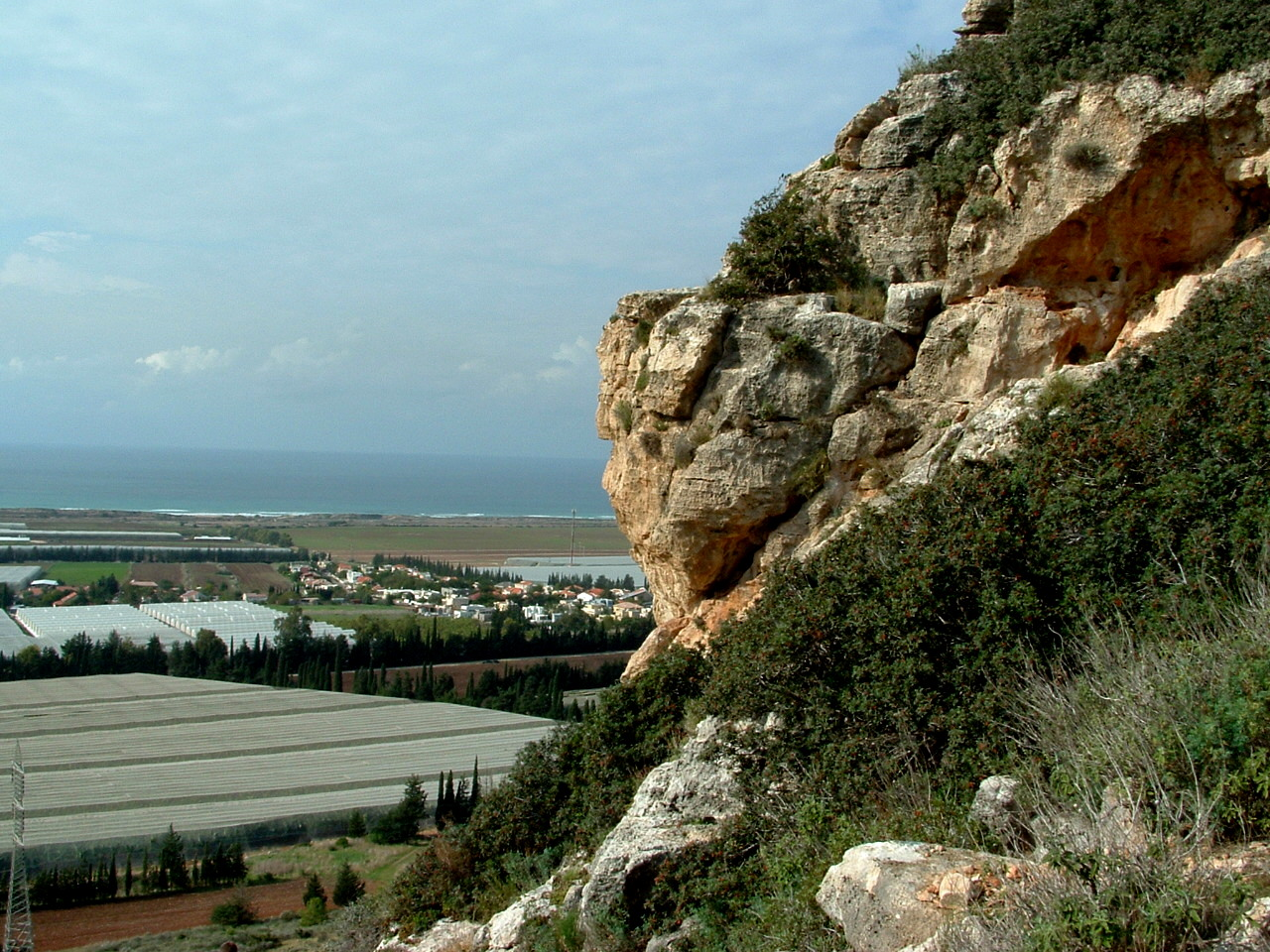
Skála při Nachal Sfunim, v pozadí vesnice Megadim